# Samantha Murray (pięcioboistka nowoczesna)
Samantha Murray (ur. 25 września 1989) – brytyjska pięcioboistka nowoczesna. Srebrna medalistka olimpijska z Londynu.
Zawody w 2012 były jej pierwszymi igrzyskami olimpijskimi. Zajęła drugie miejsce, wyprzedziła ją jedynie Litwinka Laura Asadauskaitė. Również w 2012 sięgnęła po brąz mistrzostw świata w rywalizacji indywidualnej i złoto w drużynie. W 2010 była druga w drużynie. Wcześniej odnosiła sukcesy w rywalizacji juniorskiej.